# Balanops
Balanops ist die einzige Pflanzengattung der Familie der Balanopaceae innerhalb der Ordnung der Malpighienartigen (Malpighiales). Die etwa neun Arten kommen nur im südwestlichen Pazifikraum vor.

## Beschreibung
Die Balanops-Arten sind Bäume oder Sträucher; sie sehen Myrica ähnlich. Die wechselständig oder scheinquirlig angeordneten, gestielten Laubblätter sind einfach, ledrig und fiedernervig. Der Blattrand ist glatt oder gezähnt. Nebenblätter fehlen.
Die Balanops-Arten sind zweihäusig getrenntgeschlechtig (diözisch). Die männlichen Blüten sind in kätzchenförmigen Blütenständen zusammengefasst. Die weiblichen Blüten stehen einzeln in einem Fruchtbecher (Cupula) aus spiralig angeordneten Hochblättern. Die Blütenhüllblätter sind reduziert; bei den männlichen Blüten ist noch eine Schuppe vorhanden, bei den weiblichen Blüten fehlen sie vollkommen. Die männlichen Blüten enthalten meist fünf bis sechs (zwei bis zwölf) Staubblätter. Staubfäden sind vorhanden oder fehlen. Zwei bis drei Fruchtblätter sind zu einem synkarpen, oberständigen Fruchtknoten verwachsen. Es sind zwei freie Griffel vorhanden. Die Bestäubung erfolgt durch den Wind (Anemophilie).
Die Steinfrüchte enthalten ein bis drei Samen. Um die Steinfrüchte herum sind die Fruchtbecher noch vorhanden, die denen von Eichen ähneln.

## Systematik und Verbreitung
Die Familie Balanopaceae wurde durch George Bentham und Joseph Dalton Hooker aufgestellt. Der Name Balanopaceae Benth. & Hook. f. nom. cons. ist konserviert. Die Typusgattung der Familie Balanopaceae ist Balanops Baill.: Der botanische Gattungsname Balanops leitet sich aus dem Griechischen ab: balanos für Eichel und ops für „ähnlich sehen“.
Die Familie der Balanopaceae steht den Familien der Trigoniaceae, Dichapetalaceae, Chrysobalanaceae, Euphroniaceae nahe. Früher wurde sie in die Ordnungen Fagales oder Buxales gestellt.
Balanops-Arten kommen im südwestlichen Pazifikraum auf Vanuatu sowie Fidschi (eine Art), auf Neukaledonien (sieben Arten) und im australischen Bundesstaat Queensland (eine Art) vor.
In der Gattung der Balanops und damit in der Familie gibt es neun bis zwölf Arten:
- Balanops australiana F.Muell.: Sie kommt nur im nördlichen Queensland vor.[1]
- Balanops balansae Baill.: Sie kommt in Neukaledonien nur auf dem Mt. Mou sowie Mt. Nékando vor.[1]
- Balanops microstachya Baill.: Sie kommt in Neukaledonien nur in „rade de Canala“ vor.[1]
- Balanops oliviformis Baill.: Sie kommt nur im zentralen Neukaledonien vor.[1]
- Balanops pachyphylla Baill. ex Guillaumin: Sie kommt in Neukaledonien vor.[1]
- Balanops pancheri Baill. (Syn.: Balanops pancheri var. simplex Baill., Balanops theophrasta Baill., Balanops acicarpa S.Moore): Sie kommt nur in Neukaledonien vor.[1]
- Balanops pedicellata (Guillaumin) Hjelmq. (Syn.: Balanops vitiensis (A.C.Sm.) Hjelmq.): Sie kommt auf Vanuatu und Fidschi vor.[1]
- Balanops sparsifolia (Schltr.) Hjelmq.: Sie kommt in Neukaledonien vor.[1]
- Balanops vieillardii Baill.: Sie kommt im südöstlichen Neukaledonien inklusive der Île des Pins vor.[1]